# Saison 2023-2024 du Stade toulousain
Cette page présente la saison 2023-2024 du Stade toulousain en Top 14 et en Champions Cup.
Après une saison avec un titre de champion de France, l'effectif est légèrement remanié avec notamment les départs de Charlie Faumuina, Selevasio Tolofua, Yannick Youyoutte ou encore Tim Nanai-Williams et l'arrivée de Nepo Laulala. L'encadrement technique de l'équipe dirigé par Ugo Mola reste lui inchangé.
Le Stade toulousain remporte la Champions Cup en battant le Leinster en finale à Londres.

## Transferts

### Intersaison 2023

#### Départs
Le pilier droit néo-zélandais Charlie Faumuina annonce en première partie de saison qu'il prendra se retraite à la fin de la saison. Selevasio Tolofua et Yannick Youyoutte rejoindront tous les deux le RC Toulon à l'issue de la saison,. Martin Page-Relo est quant à lui transféré au Lyon OU.
Au mois de janvier 2023, alors qu'il a peu de temps de jeu au Stade toulousain, Arthur Bonneval quitte le club en cours de saison pour rejoindre le CA Brive en qualité de joker médical.
Le Samoan Tim Nanai-Williams quitte le club après deux saisons. Sans avoir réussi à s'imposer à Toulouse, Pierre Fouyssac quitte également le club et rejoint l'ASM Clermont.
Face à la forte concurrence à son poste, Melvyn Jaminet quitte le Stade toulousain en cours de saison et s'engage jusqu'en 2028 avec le RC Toulon le 16 novembre 2023.

#### Arrivées
Léo Banos annonce qu'il rejoint le Stade toulousain en prêt pendant la Coupe du monde 2023, avant de s'engager définitivement avec ce club en 2024,.
Le 11 juillet 2023, le pilier droit international néo-zélandais, Nepo Laulala, jouant avec les Blues, rejoint officiellement le Stade toulousain et s'engage à partir de la saison 2023-2024 pour trois ans, soit jusqu'en 2026.

Le 23 novembre 2023, l'international écossais Blair Kinghorn s'engage avec Toulouse pour pallier le départ de Melvyn Jaminet vers le RC Toulon, pour une durée de trois ans.

#### Jokers
Les clubs du championnat ont la possibilité de recruter des jokers Coupe du monde du 1er juillet 2023 au 7 septembre 2023, à raison d'un joueur par club pour la présence de deux joueurs de son effectif sur les pré-listes déposées par les fédérations auprès de World Rugby, et un joueur de première ligne par club pour la présence d'un première ligne de son effectif sur ces pré-listes.
Les contrats de ces jokers Coupe du monde peuvent courir jusqu'au 19 novembre 2023, soit 3 semaines après la fin du mondial.
Le club annonce l'arrivée de six joueurs en tant que jokers Coupe du monde. Ils arrivent pour renforcer l'effectif toulousain durant le mondial qui sera diminuer par les nombreuses absences de joueurs internationaux. Ainsi, le Samoan Piula Faasalele fait son retour à Toulouse après trois ans passés de 2016 à 2019 ; Rynhardt Elstadt initialement en fin de contrat prolonge de quelques mois ; Setareki Bituniyata, l'ailier fidjien de Brive rejoint le club, tout comme l'ailier George Tilsley qui arrive en provenance de l'USAP, l'ouvreur anglais Billy Searle (Bath) et l'arrière japonais Kakeru Okumura (Shizuoka Blue Revs),.
Durant le mois d'août 2023, Owen Franks rejoint le Stade toulousain en tant que joker Coupe du monde pour pallier les nombreuses absences au poste de pilier droit à Toulouse, où Dorian Aldegheri, Charlie Faumuina, Nepo Laulala sont à la Coupe du monde et Paul Mallez est prêté à Provence,.
Le néo-zélandais George Tilsley est condamné le 17 août par le tribunal judiciaire de Toulouse à six mois de prison avec sursis pour violences conjugales. Il a reconnu les violences durant son audition et a bénéficié d'une comparution sur reconnaissance préalable de culpabilité. Lors d'une conférence de presse la semaine suivante, le président Didier Lacroix annonce que le club condamne fermement les individus qui se comportent comme tel et qu'il ne portera finalement pas le maillot du Stade toulousain.
| Nom                 | Poste            | Nationalité sportive | Joker de                        | Nature du joker | Dernier club       | Mois d'arrivée | Prolongation |
| ------------------- | ---------------- | -------------------- | ------------------------------- | --------------- | ------------------ | -------------- | ------------ |
| Piula Faasalele     | Deuxième ligne   | Samoa                | Richie Arnold, Thibaud Flament  | Coupe du monde  | USA Perpignan      | Juillet 2023   | Oui          |
| Rynhardt Elstadt    | Troisième ligne  | Afrique du Sud       | François Cros, Jack Willis      | Coupe du monde  | Stade toulousain   | Septembre 2017 | Non          |
| Léo Banos           | Troisième ligne  | France               | Anthony Jelonch, Peato Mauvaka  | Coupe du monde  | Stade montois      | Juillet 2023   | Non          |
| Billy Searle        | Demi d'ouverture | Angleterre           | Antoine Dupont, Romain Ntamack  | Coupe du monde  | Bath Rugby         | Juillet 2023   | Non          |
| George Tilsley      | Centre           | Nouvelle-Zélande     | Pita Ahki, Santiago Chocobares  | Coupe du monde  | USA Perpignan      | Juillet 2023   | Non          |
| Setareki Bituniyata | Ailier           | Fidji                | Ange Capuozzo, Juan Cruz Mallía | Coupe du monde  | CA Brive           | Juillet 2023   | Oui          |
| Kakeru Okumura      | Arrière          | Japon                | Melvyn Jaminet, Thomas Ramos    | Coupe du monde  | Shizuoka Blue Revs | Juillet 2023   | Non          |
| Owen Franks         | Pilier           | Nouvelle-Zélande     | Dorian Aldegheri                | Coupe du monde  | Hurricanes         | Juillet 2023   | Non          |

## Équipe professionnelle

### Effectif
| Nom                      | Naissance         | Nationalité sportive | International | Club précédent          | Arrivée au club |
| Talonneurs               | Talonneurs        | Talonneurs           | Talonneurs    | Talonneurs              | Talonneurs      |
| ------------------------ | ----------------- | -------------------- | ------------- | ----------------------- | --------------- |
| Ian Boubila              | 17 janvier 2002   | France               | -             | Formé au club           | 2021            |
| Guillaume Cramont        | 29 décembre 2000  | France               | -             | US Dax                  | 2019            |
| Julien Marchand          | 10 mai 1995       | France               |               | Formé au club           | 2014            |
| Peato Mauvaka            | 10 janvier 1997   | France               |               | Formé au club           | 2014            |
| Piliers                  |                   |                      |               |                         |                 |
| David Ainu'u             | 20 novembre 1999  | États-Unis           |               | Formé au club           | 2018            |
| Dorian Aldegheri         | 4 août 1993       | France               |               | Formé au club           | 2013            |
| Cyril Baille             | 15 septembre 1993 | France               |               | Formé au club           | 2012            |
| Maxime Duprat            | 6 juin 1998       | France               | -             | Formé au club           | 2018            |
| Owen Franks              | 23 décembre 1987  | Nouvelle-Zélande     |               | Hurricanes              | 2023            |
| Nepo Laulala             | 15 septembre 2000 | Nouvelle-Zélande     |               | Blues                   | 2023            |
| Paul Mallez              | 24 janvier 2001   | France               | -             | Formé au club           | 2021            |
| Joel Merkler             | 25 octobre 2001   | Espagne              |               | Formé au club           | 2022            |
| Rodrigue Neti            | 28 avril 1995     | France               |               | Formé au club           | 2014            |
| Hugo Reilhes             | 8 janvier 2001    | France               | -             | Formé au club           | 2022            |
| Marco Trauth             | 15 septembre 2000 | France               | -             | RC Auch                 | 2020            |
| Deuxièmes lignes         |                   |                      |               |                         |                 |
| Richie Arnold            | 1er juillet 1990  | Australie            |               | Yamaha Júbilo           | 2019            |
| Piula Faasalele          | 22 janvier 1988   | Samoa                |               | USA Perpignan           | 2023            |
| Thibaud Flament          | 29 avril 1997     | France               |               | Wasps                   | 2020            |
| Emmanuel Meafou          | 12 juillet 1998   | France               |               | NSW Country Eagles      | 2019            |
| Joshua Brennan           | 28 novembre 2001  | France               | -             | Formé au club           | 2020            |
| Clément Vergé            | 13 septembre 2001 | France               | -             | Formé au club           | 2022            |
| Troisièmes lignes aile   |                   |                      |               |                         |                 |
| François Cros            | 25 mars 1994      | France               |               | Formé au club           | 2016            |
| Rynhardt Elstadt         | 20 décembre 1989  | Afrique du Sud       |               | Stormers                | 2017            |
| Anthony Jelonch          | 28 juillet 1996   | France               |               | Castres olympique       | 2021            |
| Alban Placines           | 23 avril 1993     | France               | -             | Biarritz olympique      | 2018            |
| Jack Willis              | 24 décembre 1996  | Angleterre           |               | Wasps                   | 2022            |
| Léo Banos                | 16 août 2002      | France               | -             | Stade montois (en prêt) | 2023            |
| Troisièmes lignes centre |                   |                      |               |                         |                 |
| Théo Ntamack             | 29 mai 2002       | France               | -             | Formé au club           | 2022            |
| Alexandre Roumat         | 27 juin 1997      | France               |               | Union Bordeaux Bègles   | 2022            |
| Demis de mêlée           |                   |                      |               |                         |                 |
| Antoine Dupont           | 15 novembre 1996  | France               |               | Castres olympique       | 2017            |
| Baptiste Germain         | 21 novembre 2000  | France               | -             | Union Bordeaux Bègles   | 2020            |
| Paul Graou               | 25 juillet 1997   | France               | -             | SU Agen                 | 2022            |
| Demis d'ouverture        |                   |                      |               |                         |                 |
| Romain Ntamack           | 1er mai 1999      | France               |               | Formé au club           | 2017            |
| Edgar Retière            | 29 janvier 2001   | France               | -             | Formé au club           | 2022            |
| Billy Searle             | 25 mars 1996      | Angleterre           | -             | Bath Rugby              | 2023            |
| Centres                  |                   |                      |               |                         |                 |
| Pita Ahki                | 24 septembre 1992 | Tonga                |               | Connacht                | 2018            |
| Pierre-Louis Barassi     | 22 avril 1998     | France               |               | Lyon OU                 | 2022            |
| Santiago Chocobares      | 31 mai 1999       | Argentine            |               | Jaguares                | 2021            |
| Paul Costes              | 4 avril 2003      | France               | -             | Formé au club           | 2022            |
| Sofiane Guitoune         | 29 mars 1989      | France               |               | Bordeaux                | 2016            |
| Simon Renda              | 7 juin 2000       | France               | -             | Formé au club           | 2020            |
| Ailiers                  |                   |                      |               |                         |                 |
| Setareki Bituniyata      | 12 août 1995      | Fidji                | à sept        | CA Brive                | 2023            |
| Ange Capuozzo            | 30 avril 1999     | Italie               |               | FC Grenoble             | 2022            |
| Dimitri Delibes          | 17 mars 1999      | France               | -             | Blagnac Rugby           | 2018            |
| Nelson Épée              | 20 février 2001   | France               | -             | Formé au club           | 2021            |
| Matthis Lebel            | 25 mars 1999      | France               |               | Formé au club           | 2018            |
| Juan Cruz Mallía         | 11 septembre 1996 | Argentine            |               | Jaguares                | 2021            |
| Arthur Retière           | 1er août 1997     | France               |               | Stade rochelais         | 2022            |
| Lucas Tauzin             | 21 mai 1998       | France               | -             | Formé au club           | 2017            |
| Arrières                 |                   |                      |               |                         |                 |
| Blair Kinghorn           | 18 janvier 1997   | Ecosse               |               | Édimbourg Rugby         | 2023            |
| Melvyn Jaminet           | 30 juin 1999      | France               |               | USA Perpignan           | 2022            |
| Kakeru Okumura           | 10 juin 1998      | Japon                | -             | Shizuoka Blue Revs      | 2023            |
| Thomas Ramos             | 23 juillet 1995   | France               |               | Formé au club           | 2013            |

### Joueurs prêtés
Paul Mallez est prêté à Provence Rugby pour la saison 2023-2024 dans le but de gagner du temps de jeu et de l'expérience afin de s'imposer dans son club formateur,. De même pour Etonia Bainivalu.
Max Auriac prolonge son prêt d'une saison à Colomiers Rugby.
Marco Trauth est quant à lui prêté à Béziers, afin de s'aguerrir à l'échelon inférieur, en Pro D2.
Au mois de décembre, Hugo Reilhes est prêté au CA Brive en Pro D2 jusqu'à la fin de la saison en tant que joker médical pour pallier l'absence de Daniel Brennan, victime d'une rupture du tendon d'un biceps,.
En milieu de saison, Paul Mallez et Marco Trauth font leur retour durant le Tournoi des Six Nations 2024 pour pallier les nombreuses absences au poste de pilier,,.
Au mois de février 2024, Edgar Retière est prêté au Rouen NR jusqu'à la fin de la saison.
| Nom              | Poste            | Naissance         | Nationalité sportive | Sélections (points) | Club en prêt    |
| ---------------- | ---------------- | ----------------- | -------------------- | ------------------- | --------------- |
| Paul Mallez      | Pilier           | 24 janvier 2001   | France               | -20 ans             | Provence Rugby  |
| Hugo Reilhes     | Pilier           | 8 janvier 2001    | France               | -                   | CA Brive        |
| Marco Trauth     | Pilier           | 15 septembre 2000 | France               | -                   | AS Béziers      |
| Edgar Retière    | Demi d'ouverture | 29 janvier 2001   | France               | -20 ans             | Rouen NR        |
| Etonia Bainivalu | Ailier           | 13 février 2001   | Fidji                | -                   | Provence Rugby  |
| Max Auriac       | Arrière          | 20 novembre 2002  | France               | -20 ans             | Colomiers Rugby |

### Capitaine
Antoine Dupont est le capitaine de l'équipe. Comme la saison précédente, il est secondé par le talonneur Julien Marchand.
Lors de l'absence des internationaux, notamment pendant la préparation de la Coupe du monde, Alban Placines et Rodrigue Neti assurent le capitanat.

### Débuts professionnels
Lors de la première journée de Top 14 de la saison, le talonneur australien Malachi Hawkes fait ses débuts professionnels face à l'Aviron bayonnais. Il remplace Ian Boubila à la 51e minute de jeu,.
Deux semaines plus tard, face à Oyonnax Rugby en championnat, le troisième ligne Mathis Castro-Ferreira et l'ouvreur Valentin Delpy font leur première apparition au niveau professionnel.
Au mois de novembre 2023, Kalvin Gourgues, alors âgé de 18 ans, joue pour la première fois avec le Stade toulousain, dans un match de Top 14 contre la Section paloise, durant lequel il joue neuf minutes en fin de partie.
En février 2024, durant la période de doublons liée au Tournoi des Six Nations, entraînant beaucoup d'absences, Léo Labarthe et Célian Pouzelgues font leurs débuts professionnels, dans une victoire 37 à 33 à l'extérieur face à l'ASM Clermont,. À cette même occasion, Gourgues est titularisé pour la première fois de sa carrière et Castro-Ferreira inscrit un doublé. Ainsi, après cette rencontre, le Stade toulousain a fait jouer 52 joueurs en Top 14 durant la saison, plus que n'importe quel autre club.
| Nom                    | Poste                  | Date             | Adversaire                | Stade                 | Âge    | Compétition | Matchs (points) |
| ---------------------- | ---------------------- | ---------------- | ------------------------- | --------------------- | ------ | ----------- | --------------- |
| Malachi Hawkes         | Talonneur              | 18 août 2023     | Aviron bayonnais          | Stade Jean-Dauger     | 20 ans | Top 14      | 3 (0)           |
| Mathis Castro-Ferreira | Troisième ligne centre | 2 septembre 2023 | Oyonnax Rugby             | Stade Charles-Mathon  | 19 ans | Top 14      | 15 (35)         |
| Valentin Delpy         | Demi d'ouverture       | 2 septembre 2023 | Oyonnax Rugby             | Stade Charles-Mathon  | 20 ans | Top 14      | 2 (4)           |
| Kalvin Gourgues        | Demi d'ouverture       | 5 novembre 2023  | Section paloise           | Stade du Hameau       | 18 ans | Top 14      | 3 (0)           |
| Léo Labarthe           | Troisième ligne aile   | 25 février 2024  | ASM Clermont              | Stade Marcel-Michelin | 20 ans | Top 14      | 2 (0)           |
| Célian Pouzelgues      | Centre                 | 25 février 2024  | ASM Clermont              | Stade Marcel-Michelin | 20 ans | Top 14      | 1 (0)           |
| Clément Sentubéry      | Troisième ligne aile   | 9 mars 2024      | USA Perpignan             | Stade Aimé-Giral      | 21 ans | Top 14      | 2 (0)           |
| Benjamin Bertrand      | Pilier                 | 20 avril 2024    | RC Toulon                 | Stade Vélodrome       | 20 ans | Top 14      | 2 (0)           |
| Lomig Jouanny          | Troisième ligne aile   | 18 mai 2024      | Montpellier Hérault rugby | GGL Stadium           | 19 ans | Top 14      | 1 (0)           |

### Staff
Le staff d'encadrement de l'équipe professionnelle du Stade toulousain est celui-ci :

#### Entraîneurs
| Nom                | Rôle                                          | Nationalité sportive | Ancien club      | Ancienne fonction           | Ancien joueur du club | Année d'arrivée                 |
| ------------------ | --------------------------------------------- | -------------------- | ---------------- | --------------------------- | --------------------- | ------------------------------- |
| Ugo Mola           | Manager, entraîneur principal                 | France               | SC Albi          | Entraîneur principal        | Oui                   | 2015                            |
| Jean Bouilhou      | Entraîneur des avants                         | France               | US Montauban     | Entraîneur                  | Oui                   | 2020                            |
| Clément Poitrenaud | Entraîneur des arrières                       | France               | Sharks           | Joueur                      | Oui                   | 2017                            |
| Laurent Thuéry     | Entraîneur de la défense                      | France               | Stade toulousain | Analyste vidéo              | Oui                   | 2015                            |
| Virgile Lacombe    | Entraîneur assistant, responsable de la mêlée | France               | Lyon OU          | Joueur                      | Oui                   | 2019                            |
| Jerome Kaino       | Entraîneur assistant, responsable des rucks   | Nouvelle-Zélande     | Stade toulousain | Joueur                      | Oui                   | 2018 (joueur) 2021 (entraîneur) |
| David Mélé         | Entraîneur assistant, responsable des skills  | France               | SO Chambéry      | Entraîneur des trois-quarts | Oui                   | 2022                            |

| - Philippe Izard (médecin) - Benoît Castéra (kinésithérapeute) - Bruno Jouan (kinésithérapeute, ostéopathe) - Frédéric Sanchez (ostéopathe) - Anthony Dupuy (ostéopathe) | - Allan Ryan (principal) - Sébastien Carrat (assistant) - Bernard Baïsse (assistant) - Pierre Cantayre (assistant) - Zeba Traoré (réhabilitation) - Saad Drissi (responsable de la data) |

| - Frédérick Gabas (principal) - Jérôme Bousquet - Thomas Ghomrani - Guillaume Molinier - Valentin Paget - Vincent Péducasse | - Jérôme Cazalbou (manager du haut niveau) - Pierre Poiroux (coordinateur) - Stéphane Pons (responsable des équipements et logistique) |

## Calendrier et résultats

### Calendrier
| Date du match     | Heure     | Domicile              | Extérieur             | Score   | Lieu du match             | Diffusion TV           | Compétition                | Classement |
| ----------------- | --------- | --------------------- | --------------------- | ------- | ------------------------- | ---------------------- | -------------------------- | ---------- |
| 4 août 2023       | 19:00     | Colomiers Rugby       | Stade toulousain      | 7 - 26  | Stade Michel-Bendichou    | —                      | Amical                     | —          |
| 10 août 2023      | 20:45     | Montpellier HR        | Stade toulousain      | 14 - 17 | Stade Raoul-Barrière      | —                      | Amical                     | —          |
| 18 août 2023      | 21:05     | Aviron bayonnais      | Stade toulousain      | 26 - 7  | Stade Jean-Dauger         | Canal+                 | 01re journée de Top 14     | 13e        |
| 27 août 2023      | 21:05     | Stade toulousain      | Montpellier HR        | 38 - 13 | Stade Ernest-Wallon       | Canal+                 | 02e journée de Top 14      | 7e         |
| 2 septembre 2023  | 15:00     | Oyonnax Rugby         | Stade toulousain      | 21 - 27 | Stade Charles-Mathon      | Canal+ Sport           | 03e journée de Top 14      | 5e         |
| 16 septembre 2023 | 19:00 HNR | États-Unis            | Stade toulousain      | 24 - 21 | America First Field       | —                      | Amical                     | —          |
| 7 octobre 2023    | 16:00     | CA Brive              | Stade toulousain      | 7 - 82  | Stade Pierre-Villepreux   | —                      | Amical                     | —          |
| 29 octobre 2023   | 21:05     | Stade toulousain      | Union Bordeaux Bègles | 29 - 22 | Stade Ernest-Wallon       | Canal+                 | 04e journée de Top 14      | 5e         |
| 5 novembre 2023   | 21:05     | Section paloise       | Stade toulousain      | 13 - 9  | Stade du Hameau           | Canal+                 | 05e journée de Top 14      | 6e         |
| 12 novembre 2023  | 15:00     | Stade toulousain      | USA Perpignan         | 43 - 34 | Stade Ernest-Wallon       | Canal+ Sport           | 06e journée de Top 14      | 5e         |
| 18 novembre 2023  | 21:05     | Castres olympique     | Stade toulousain      | 31 - 23 | Stade Pierre-Fabre        | Canal+                 | 07e journée de Top 14      | 7e         |
| 25 novembre 2023  | 21:05     | Stade toulousain      | ASM Clermont Auvergne | 31 - 10 | Stade Ernest-Wallon       | Canal+                 | 08e journée de Top 14      | 6e         |
| 3 décembre 2023   | 21:05     | Stade français Paris  | Stade toulousain      | 27 - 12 | Stade Jean-Bouin          | Canal+                 | 09e journée de Top 14      | 6e         |
| 9 décembre 2023   | 16:15     | Stade toulousain      | Cardiff Rugby         | 52 - 7  | Stade Ernest-Wallon       | France 2 beIN Sports 1 | 01re journée d'ERCC1       | 1er        |
| 17 décembre 2023  | 16:15     | Harlequins            | Stade toulousain      | 19 - 47 | The Stoop                 | France 2 beIN Sports   | 02e journée d'ERCC1        | 1er        |
| 23 décembre 2023  | 21:05     | Stade toulousain      | RC Toulon             | 25 - 17 | Stadium de Toulouse       | Canal+                 | 10e journée de Top 14      | 7e         |
| 30 décembre 2023  | 21:05     | Stade rochelais       | Stade toulousain      | 29 - 8  | Stade Marcel-Deflandre    | Canal+                 | 11e journée de Top 14      | 7e         |
| 6 janvier 2024    | 21:05     | Stade toulousain      | Lyon OU               | 45 - 0  | Stade Ernest-Wallon       | Canal+                 | 12e journée de Top 14      | 4e         |
| 13 janvier 2024   | 21:00     | Ulster Rugby          | Stade toulousain      | 24 - 48 | Kingspan Stadium          | beIN Sports            | 03e journée d'ERCC1        | 1er        |
| 21 janvier 2024   | 16:15     | Stade toulousain      | Bath rugby            | 31 - 19 | Stade Ernest-Wallon       | France 2 beIN Sports   | 04e journée d'ERCC1        | 1er        |
| 28 janvier 2024   | 21:05     | Racing 92             | Stade toulousain      | 20 - 27 | Paris La Défense Arena    | Canal+                 | 13e journée de Top 14      | 4e         |
| 3 février 2024    | 21:05     | Stade toulousain      | Aviron bayonnais      | 46 - 26 | Stade Ernest-Wallon       | Canal+                 | 14e journée de Top 14      | 2e         |
| 17 février 2024   | 17:00     | Stade toulousain      | Oyonnax Rugby         | 61 - 34 | Stade Ernest-Wallon       | Canal+ Rugby+          | 15e journée de Top 14      | 2e         |
| 25 février 2024   | 21:05     | ASM Clermont Auvergne | Stade toulousain      | 33 - 37 | Stade Marcel-Michelin     | Canal+                 | 16e journée de Top 14      | 2e         |
| 2 mars 2024       | 15:00     | Stade toulousain      | Castres olympique     | 33 - 6  | Stade Ernest-Wallon       | Canal+ Sport           | 17e journée de Top 14      | 2e         |
| 9 mars 2024       | 21:05     | USA Perpignan         | Stade toulousain      | 27 - 17 | Stade Aimé-Giral          | Canal+                 | 18e journée de Top 14      | 2e         |
| 24 mars 2024      | 21:05     | Union Bordeaux Bègles | Stade toulousain      | 31 - 28 | Matmut Atlantique         | Canal+                 | 19e journée de Top 14      | 2e         |
| 30 mars 2024      | 21:05     | Stade toulousain      | Section paloise       | 31 - 29 | Stade Ernest-Wallon       | Canal+                 | 20e journée de Top 14      | 2e         |
| 7 avril 2024      | 16:00     | Stade toulousain      | Racing 92             | 31 - 7  | Stade Ernest-Wallon       | France 2 beIN Sports   | Huitième de finale d'ERCC1 | Qualifié   |
| 14 avril 2024     | 16:00     | Stade toulousain      | Exeter Chiefs         | 64 - 26 | Stade Ernest-Wallon       | France 2 beIN Sports   | Quart de finale d'ERCC1    | Qualifié   |
| 20 avril 2024     | 21:05     | RC Toulon             | Stade toulousain      | 20 - 19 | Stade Vélodrome           | Canal+                 | 21e journée de Top 14      | 2e         |
| 27 avril 2024     | 15:00     | Stade toulousain      | Racing 92             | 32 - 12 | Stade Ernest-Wallon       | Canal+ Sport           | 22e journée de Top 14      | 2e         |
| 5 mai 2024        | 16:00     | Stade toulousain      | Harlequins            | 38 - 26 | Stadium de Toulouse       | France 2 beIN Sports   | Demi finale d'ERCC1        | Qualifié   |
| 12 mai 2024       | 21:05     | Stade toulousain      | Stade français Paris  | 49 - 18 | Stade Ernest-Wallon       | Canal+                 | 23e journée de Top 14      | 1er        |
| 18 mai 2024       | 15:00     | Montpellier HR        | Stade toulousain      | 22 - 29 | GGL Stadium               | Canal+ Sport           | 24e journée de Top 14      | 1er        |
| 25 mai 2024       | 15:45     | Stade toulousain      | Leinster              | 31 - 22 | Tottenham Hotspur Stadium | France 2 beIN Sports   | Finale d'ERCC1             | Vainqueur  |
| 2 juin 2024       | 21:05     | Stade toulousain      | Stade rochelais       | 31 - 31 | Stadium de Toulouse       | Canal+                 | 25e journée de Top 14      | 1er        |
| 8 juin 2024       | 21:05     | Lyon OU               | Stade toulousain      | 40 - 28 | Matmut Stadium Gerland    | Canal+ (multiplex), C8 | 26e journée de Top 14      | 1er        |
| 21 juin 2024      | 20:15     | Stade toulousain      | Stade rochelais       | 39 - 23 | Matmut Atlantique         | Canal+                 | Demi-finale de Top 14      | Qualifié   |
| 28 juin 2024      | 21:05     | Stade toulousain      | Union Bordeaux Bègles | 59 - 3  | Stade Vélodrome           | France 2 Canal+        | Finale de Top 14           | Vainqueur  |

### Phase qualificative: évolution du classement de Top 14
Le graphique qui aurait dû être présenté ici ne peut pas être affiché car il utilise l'ancienne extension Graph, désactivée pour des questions de sécurité. Des indications pour créer un nouveau graphique avec la nouvelle extension Chart sont disponibles ici.

### Top 14

#### Phase finale
La finale du championnat a lieu le 28 juin 2024 au Stade Vélodrome, à Marseille. Le Stade de France est indisponible en vue des Jeux olympiques et paralympiques d'été de 2024. Le Stade toulousain remporte le match 59 à 3 face à l’Union Bordeaux Bègles et conserve ainsi le Bouclier de Brennus. Antoine Dupont est désigné Homme du match à l’issue de la rencontre.
| Demi-finale 21 juin 2024 20 h 15 | Stade toulousain | 39 - 23 (15 - 20) | Stade rochelais | Matmut Atlantique, Bordeaux 41 835 spectateurs Arbitre : Tual Trainini Diffuseur : Canal+ |
| Demi-finale 21 juin 2024 20 h 15 | Essai(s) : 5 Kinghorn (22e), Mallía (31e, 48e), Chocobares (52e), Lebel (80e) Transformation(s) : 4 Ramos (22e, 48e, 52e, 80e) Pénalité(s) : 2 Ramos (2e, 72e) Carton(s) jaune(s) : 2 Willis (38e), Marchand (61e) |                   | Essai(s) : 2 Latu (11e), Alldritt (38e) Transformation(s) : 2 Hastoy (11e, 38e) Pénalité(s) : 3 Hastoy (19e, 35e, 63e) Carton(s) jaune(s) : 1 Nowell (22e) Carton(s) rouge(s) : 2 Atonio (43e), Wardi (61e) | Matmut Atlantique, Bordeaux 41 835 spectateurs Arbitre : Tual Trainini Diffuseur : Canal+ |
| Demi-finale 21 juin 2024 20 h 15 | |                   | | Matmut Atlantique, Bordeaux 41 835 spectateurs Arbitre : Tual Trainini Diffuseur : Canal+ |

| Finale 28 juin 2024 21 h 5 | Stade toulousain | 59 - 3 (22 - 3) | Union Bordeaux Bègles                                         | Orange Vélodrome, Marseille 66 760 spectateurs Arbitre : Ludovic Cayre Diffuseur : Canal+, France 2 |
| Finale 28 juin 2024 21 h 5 | Essai(s) : 9 Dupont (7e, 24e), Mauvaka (21e), Ramos (64e, 75e), Marchand (68e), Kingohorn (71e), Ainu'u (79e), Capuozzo (82e) Transformation(s) : 4 Ramos (7e, 24e), Kinghorn (71e), Ntamack (79e) Pénalité(s) : 2 Ramos (15e, 44e) |                 | Pénalité(s) : 1 Lucu (11e) Carton(s) jaune(s) : 1 Tatafu (7e) | Orange Vélodrome, Marseille 66 760 spectateurs Arbitre : Ludovic Cayre Diffuseur : Canal+, France 2 |
| Finale 28 juin 2024 21 h 5 | |                 |                                                               | Orange Vélodrome, Marseille 66 760 spectateurs Arbitre : Ludovic Cayre Diffuseur : Canal+, France 2 |

### Champions Cup

#### Phase de poule
Après avoir été champion de France la saison passée, le Stade toulousain est qualifié pour la Champions Cup 2023-2024. Pour cette édition, les Toulousains sont dans la Poule 2, composée de Cardiff Rugby, Bath Rugby, le Racing 92, les Harlequins et l'Ulster, mais n'affrontent que quatre de ces cinq équipes ; en effet, ils ne jouent pas contre le Racing 92,.
Le Stade toulousain reçoit les Gallois de Cardiff Rugby au Stade Ernest-Wallon pour la première journée de cette compétition. Les Rouge et noir alignent l'équipe type, avec notamment la nouvelle recrue : l'Écossais Blair Kinghorn, qui vient juste d'arriver en provenance d'Édimbourg et qui joue pour la première fois avec sa nouvelle équipe. Aussi, l'international néo-zélandais Nepo Laulala est sur le banc des remplaçants et fait également sa première apparition avec Toulouse,. Dorian Aldegheri, qui devait commencer ce match, se blesse à l'échauffement et est remplacé par David Ainu'u. Dès la première mi-temps, Toulouse prend largement l'avantage, avec quatre essais marqués par Matthis Lebel, Richie Arnold, Blair Kinghorn et Anthony Jelonch, et mène 31 à 7 à la pause. En seconde période, les Toulousains continuent sur le même rythme et inscrivent trois nouveaux essais grâce à Arthur Retière, Alban Placines et un deuxième essai de Kinghorn. Le club français l'emporte ainsi 52-7 avec le bonus offensif et prend la tête de sa poule,.
La semaine suivante, pour la deuxième journée, le Stade toulousain se déplace au Twickenham Stoop pour y affronter les Harlequins. Malgré les absences de Dorian Aldegheri et Thibaud Flament, ces derniers sont remplacés par d'autres internationaux sur la feuille avec Laulala et le retour de blessure de François Cros. Arthur Retière, également blessé, cède sa place à Dimitri Delibes dans le XV de départ. Du côté anglais, une équipe type est aussi alignée avec la présence de nombreux internationaux anglais tels que Joe Marler, Jack Walker, Joe Launchbury, Alex Dombrandt, Marcus Smith ou encore Danny Care sur le banc,. Face à une forte opposition, la première période est plutôt équilibrée, mais les Toulousains mènent tout de même de neuf points d'avance à la mi-temps (12-21) grâce à trois essais inscrits par Pierre-Louis Barassi, Peato Mauvaka et Dimitri Delibes. C'est au retour des vestiaires que le Stade toulousain fait la différence et assure la victoire en marquant quatre autres essais inscrits par Matthis Lebel, Barassi, Rodrigue Neti, qui marque le premier essai de sa carrière, et Thomas Ramos. Les Toulousains s'imposent 19-47 et repartent avec un deuxième bonus offensif,.
Durant la troisième journée, Toulouse se rend au Kingspan Stadium de Belfast pour défier l'Ulster qui sort d'une victoire 31-15 face au Racing 92. Encore une fois, la meilleure équipe possible est alignée, avec notamment le retour de Dorian Aldegheri qui retrouve sa place de titulaire,. Du côté nord irlandais, James Hume fait son retour de blessure et est titularisé aux côtés de nombreux internationaux irlandais comme Tom Stewart, Tom O'Toole, Iain Henderson, John Cooney, Stuart McCloskey ou Jacob Stockdale par exemple. La recrue, le Springbok Steven Kitshoff est aussi titulaire. Encore une fois, les Toulousains dominent leur adversaire et s'imposent avec le bonus offensif sur le score de 24 à 48 avec sept essais marqués par Matthis Lebel, Alexandre Roumat, Emmanuel Meafou ainsi que Peato Mauvaka et Antoine Dupont à deux reprises.
Après cette troisième victoire bonifiée en trois journées, le Stade toulousain est assuré de terminer à la première place de son groupe et est donc déjà qualifié pour les huitièmes de finale de la compétition,.
Lors de la quatrième et dernière journée, le Stade toulousain remporte encore une fois son duel avec le bonus offensif, en battant Bath Rugby. Après un début de match équilibré, durant lequel les Anglais rivalisait (19-19 à la mi-temps), c'est dans le dernier quart d'heure que les Toulousains on réussi à prendre définitivement l'avantage grâce à deux essais de Juan Cruz Mallía et Thomas Ramos. Finalement, les Français l'emportent 31 à 19,.

Après avoir remporté tous ses matchs dans la compétition avec tous les points possibles à prendre, le Stade toulousain termine premier de son groupe et reçoit à domicile le Racing 92 pour les huitièmes de finale,.
| 1re journée 9 décembre 2023 16 h 15 | Stade toulousain | 52 - 7 (31 - 7) | Cardiff Rugby                                                                                       | Stade Ernest-Wallon, Toulouse Arbitre : Anthony Woodthorpe |
| 1re journée 9 décembre 2023 16 h 15 | Essai(s) : 7 Lebel (6e), Arnold (10e), Kinghorn (27e, 80e), Jelonch (39e), Retière (46e), Placines (72e) Transformation(s) : 5 Ramos (7e, 11e, 27e, 39e, 46e), Germain (73e, 80e+1) Pénalité(s) : 1 Ramos (19e) | Rapport         | Essai(s) : 1 Martin (25e) Transformation(s) : 1 de Beer (26e) Carton(s) jaune(s) : 1 Halaholo (38e) | Stade Ernest-Wallon, Toulouse Arbitre : Anthony Woodthorpe |
| 1re journée 9 décembre 2023 16 h 15 | | Rapport         | | Stade Ernest-Wallon, Toulouse Arbitre : Anthony Woodthorpe |

| 2e journée 17 décembre 2023 16 h 15 | Harlequins                                                                              | 19 - 47 (12 - 21) | Stade toulousain | Twickenham Stoop, Londres Arbitre : Chris Busby |
| 2e journée 17 décembre 2023 16 h 15 | Essai(s) : 3 Esterhuizen (9e), Herbst (39e, 46e) Transformation(s) : 2 Smith (10e, 48e) | Rapport           | Essai(s) : 7 Barassi (6e, 50e), Delibes (11e), Mauvaka (35e), Lebel (42e), Neti (73e), Ramos (76e) Transformation(s) : 6 Ramos (7e, 13e, 36e, 43e, 52e, 75e) Carton(s) jaune(s) : 1 Ahki (14e) | Twickenham Stoop, Londres Arbitre : Chris Busby |
| 2e journée 17 décembre 2023 16 h 15 |                                                                                         | Rapport           | | Twickenham Stoop, Londres Arbitre : Chris Busby |

| 3e journée 13 janvier 2024 21 h 00 | Ulster | 24 - 48 (10 - 22) | Stade toulousain | Kingspan Stadium, Belfast Arbitre : Matthew Carley |
| 3e journée 13 janvier 2024 21 h 00 | Essai(s) : 3 Stewart (40e+2), Addison (61e), Timoney (69e) Transformation(s) : 3 Cooney (40e+2), Doak (62e, 69e) | Rapport           | Essai(s) : 7 Lebel (10e), Mauvaka (31e, 52e), Dupont (35e, 47e), Roumat (56e), Meafou (80e+1) Transformation(s) : 5 Ramos (10e, 35e, 47e, 56e), Kinghorn (80e+1) | Kingspan Stadium, Belfast Arbitre : Matthew Carley |
| 3e journée 13 janvier 2024 21 h 00 | | Rapport           | | Kingspan Stadium, Belfast Arbitre : Matthew Carley |

| 4e journée 21 janvier 2024 16 h 15 | Stade toulousain | 31 - 19 (19 - 19) | Bath Rugby | Stade Ernest-Wallon, Toulouse Arbitre : Andrew Brace |
| 4e journée 21 janvier 2024 16 h 15 | Essai(s) : 5 Meafou (5e), Ramos (8e, 76e), de pénalité (27e), Mallía (67e) Transformation(s) : 3 Ramos (10e, 77e), de pénalité (27e) | Rapport           | Essai(s) : 3 Obano (13e), du Toit (22e), Lawrence (38e) Transformation(s) : 2 Spencer (14e, 40e) Carton(s) jaune(s) : 1 Ewels (28e) | Stade Ernest-Wallon, Toulouse Arbitre : Andrew Brace |
| 4e journée 21 janvier 2024 16 h 15 | | Rapport           | | Stade Ernest-Wallon, Toulouse Arbitre : Andrew Brace |

#### Phase finale
| 7 avril 2024 16 h | Stade toulousain | 31 - 7 (10 - 0) | Racing 92                                                       | Stade Ernest-Wallon, Toulouse 18 504 spectateurs Arbitre : Karl Dickson |
| 7 avril 2024 16 h | Essai(s) : 5 Mauvaka (5e), Lebel (33e), Costes (55e), Ahki (68e), Roumat (80e) Transformation(s) : 3 Kinghorn (56e, 69e, 80e+2) | Rapport         | Essai(s) : 1 Ben Arous (74e) Transformation(s) : 1 Tedder (75e) | Stade Ernest-Wallon, Toulouse 18 504 spectateurs Arbitre : Karl Dickson |
| 7 avril 2024 16 h | | Rapport         |                                                                 | Stade Ernest-Wallon, Toulouse 18 504 spectateurs Arbitre : Karl Dickson |

| 14 avril 2024 16 h | Stade toulousain | 64 - 26 (17 - 16) | Exeter Chiefs | Stade Ernest-Wallon, Toulouse 18 678 spectateurs Arbitre : Chris Busby (en) |
| 14 avril 2024 16 h | Essai(s) : 9 Ntamack (8e), Willis (32e), Kinghorn (47e, 56e), Ahki (51e, 67e), Dupont (59e), Mallía (67e, 79e) Transformation(s) : 8 Kinghorn (8e, 32e, 47e, 51e, 56e), Ramos (59e, 67e, 67e) Pénalité(s) : 1 Kinghorn (22e) Carton(s) jaune(s) : 1 Mauvaka (16e) | Rapport           | Essai(s) : 2 Roots (20e), Wimbush (en) (62e) Transformation(s) : 2 Slade (20e, 62e) Pénalité(s) : 4 Slade (5e, 14e, 30e, 46e) | Stade Ernest-Wallon, Toulouse 18 678 spectateurs Arbitre : Chris Busby (en) |
| 14 avril 2024 16 h | | Rapport           | | Stade Ernest-Wallon, Toulouse 18 678 spectateurs Arbitre : Chris Busby (en) |

| 5 mai 2024 16 h | Stade toulousain | 38 - 26 (31 - 12) | Harlequins | Stadium de Toulouse, Toulouse 32 494 spectateurs Arbitre : Andrew Brace |
| 5 mai 2024 16 h | Essai(s) : 6 Lebel (4e), Mauvaka (19e), Flament (27e), Dupont (34e, 37e), Mallía (68e) Transformation(s) : 4 Kinghorn (19e, 34e, 37e, 68e) | Rapport           | Essai(s) : 4 Smith (14e), Evans (25e), Murley (46e), Green (53e) Transformation(s) : 3 Smith (14e, 46e, 53e) Carton(s) jaune(s) : 1 Walker (66e) | Stadium de Toulouse, Toulouse 32 494 spectateurs Arbitre : Andrew Brace |
| 5 mai 2024 16 h | | Rapport           | | Stadium de Toulouse, Toulouse 32 494 spectateurs Arbitre : Andrew Brace |

| Finale 25 mai 2024 14 h 45 UTC+1 | Leinster | 22 - 31 a.p (6 - 9) (15 - 15) (22 - 25) | Stade toulousain | Tottenham Hotspur Stadium, Londres 61 531 spectateurs Arbitre : Matthew Carley |
| Finale 25 mai 2024 14 h 45 UTC+1 | Essai(s) : 1 van der Flier (90e+3) Transformation(s) : 1 Frawley (90e+7) Pénalité(s) : 5 Byrne (18e, 40e+3, 46e, 65e), Frawley (77e) Carton(s) jaune(s) : 1 Lowe (81e) | Rapport                                 | Essai(s) : 1 Lebel (82e) Transformation(s) : 1 Ramos (84e) Pénalité(s) : 8 Kinghorn (4e, 7e, 36e, 57e), Ramos (70e, 88e, 92e, 95e) Carton(s) rouge(s) : 1 Arnold (89e) | Tottenham Hotspur Stadium, Londres 61 531 spectateurs Arbitre : Matthew Carley |
| Finale 25 mai 2024 14 h 45 UTC+1 | | Rapport                                 | | Tottenham Hotspur Stadium, Londres 61 531 spectateurs Arbitre : Matthew Carley |

## Statistiques

### Championnat de France

#### Meilleurs réalisateurs
| Rang | Joueur           | Poste            | Points | Essais | Transf. | Pén. | Drops |
| ---- | ---------------- | ---------------- | ------ | ------ | ------- | ---- | ----- |
| 1    | Thomas Ramos     | Arrière          | 149    | 5      | 35      | 18   | 0     |
| 2    | Juan Cruz Mallía | Ailier           | 86     | 6      | 22      | 4    | 0     |
| 3    | Baptiste Germain | Demi d'ouverture | 46     | 2      | 12      | 3    | 1     |
| 4    | Blair Kinghorn   | Arrière          | 34     | 3      | 8       | 1    | 0     |
| 5    | Billy Searle     | Demi d'ouverture | 20     | 0      | 4       | 4    | 0     |
| 6    | Valentin Delpy   | Demi d'ouverture | 4      | 0      | 2       | 0    | 0     |

#### Meilleurs marqueurs
| Rang | Joueur                 | Poste                | Essais |
| ---- | ---------------------- | -------------------- | ------ |
| 1    | Matthis Lebel          | Ailier               | 10     |
| 2    | Mathis Castro-Ferreira | Troisième ligne aile | 9      |
| 3    | Paul Graou             | Demi de mêlée        | 7      |
| 4    | Lucas Tauzin           | Ailier               | 6      |
| -    | Juan Cruz Mallía       | Ailier               | 6      |
| -    | Antoine Dupont         | Demi de mêlée        | 6      |
| 7    | Emmanuel Meafou        | Deuxième ligne       | 5      |
| -    | Ange Capuozzo          | Ailier               | 5      |
| -    | Peato Mauvaka          | Talonneur            | 5      |
| -    | Thomas Ramos           | Arrière              | 5      |
| 11   | Guillaume Cramont      | Talonneur            | 4      |
| -    | Pita Ahki              | Centre               | 4      |
| -    | Sofiane Guitoune       | Centre               | 4      |
| -    | Santiago Chocobares    | Centre               | 4      |
| 15   | Pierre-Louis Barassi   | Centre               | 3      |
| -    | Jack Willis            | Troisième ligne aile | 3      |
| -    | Setareki Bituniyata    | Ailier               | 3      |
| -    | Théo Ntamack           | Troisième ligne aile | 3      |
| -    | Blair Kinghorn         | Arrière              | 3      |
| 20   | Baptiste Germain       | Demi d'ouverture     | 2      |
| -    | Arthur Retière         | Ailier               | 2      |
| -    | Joshua Brennan         | Deuxième ligne       | 2      |
| -    | Julien Marchand        | Talonneur            | 2      |
| 24   | Richie Arnold          | Deuxième ligne       | 1      |
| -    | Anthony Jelonch        | Troisième ligne aile | 1      |
| -    | Melvyn Jaminet         | Arrière              | 1      |
| -    | Paul Costes            | Centre               | 1      |
| -    | Dimitri Delibes        | Ailier               | 1      |
| -    | Clément Vergé          | Deuxième ligne       | 1      |
| -    | Piula Faasalele        | Deuxième ligne       | 1      |
| -    | Alban Placines         | Troisième ligne aile | 1      |
| -    | David Ainu'u           | Pilier               | 1      |
| -    | Joel Merkler           | Pilier               | 1      |

### Coupe d'Europe

#### Meilleurs réalisateurs
| Rang | Joueur           | Poste         | Points | Essais | Transf. | Pén. | Drops |
| ---- | ---------------- | ------------- | ------ | ------ | ------- | ---- | ----- |
| 1    | Thomas Ramos     | Arrière       | 77     | 3      | 22      | 6    | 0     |
| 2    | Blair Kinghorn   | Arrière       | 59     | 4      | 12      | 5    | 0     |
| 3    | Baptiste Germain | Demi de mêlée | 4      | 0      | 2       | 0    | 0     |

#### Meilleurs marqueurs
| Rang | Joueur               | Poste                  | Essais |
| ---- | -------------------- | ---------------------- | ------ |
| 1    | Matthis Lebel        | Ailier                 | 6      |
| 2    | Peato Mauvaka        | Talonneur              | 5      |
| -    | Antoine Dupont       | Demi de mêlée          | 5      |
| 4    | Blair Kinghorn       | Arrière                | 4      |
| -    | Juan Cruz Mallía     | Ailier                 | 4      |
| 6    | Thomas Ramos         | Arrière                | 3      |
| -    | Pita Ahki            | Centre                 | 3      |
| 8    | Pierre-Louis Barassi | Centre                 | 2      |
| -    | Emmanuel Meafou      | Deuxième ligne         | 2      |
| -    | Alexandre Roumat     | Troisième ligne centre | 2      |
| 10   | Arthur Retière       | Ailier                 | 1      |
| -    | Richie Arnold        | Deuxième ligne         | 1      |
| -    | Anthony Jelonch      | Troisième ligne aile   | 1      |
| -    | Alban Placines       | Troisième ligne aile   | 1      |
| -    | Dimitri Delibes      | Ailier                 | 1      |
| -    | Rodrigue Neti        | Pilier                 | 1      |
| -    | Paul Costes          | Centre                 | 1      |
| -    | Romain Ntamack       | Demi d'ouverture       | 1      |
| -    | Jack Willis          | Troisième ligne aile   | 1      |
| -    | Thibaud Flament      | Deuxième ligne         | 1      |

## Sélections internationales

### Jeunes
En décembre 2023, vingt-six joueurs sont retenus en équipe de France des moins de 20 ans pour participer à un stage de préparation au Tournoi des Six Nations des moins de 20 ans 2024. Mathis Castro-Ferreira est le seul Toulousain appelé. Il est désigné capitaine pour la première journée. Pour la deuxième journée, Sialevailea Tolofua est appelé. Hugo Descube est ensuite convoqué pour le troisième match.

### Séniors
Richie Arnold est sélectionné pour la première fois de sa carrière avec l'Australie à l'occasion du Rugby Championship 2023. Il connaît sa première cape contre l'Afrique du Sud lors du premier match de la compétition le 8 juillet 2023.
Les deux argentins Santiago Chocobares et Juan Cruz Mallía sont aussi sélectionné avec les Pumas pour le Rugby Championship.
Avec la simplification de la règle sur le changement de sélection, Pita Ahki devient sélectionnable avec les Samoa et les Tonga. Il choisit les Tonga et connaît sa première sélection contre l'Australie A le 14 juillet 2023.
Le 16 janvier 2024, Ange Capuozzo est appelé avec l'Italie pour le Tournoi des Six Nations 2024. Blair Kinghorn est quant à lui sélectionné avec l'Écosse. Le lendemain, neuf joueurs du Stade toulousain sont sélectionnés en équipe de France : Dorian Aldegheri, Cyril Baille, Peato Mauvaka, Julien Marchand, Emmanuel Meafou, François Cros, Anthony Jelonch, Matthis Lebel et Thomas Ramos. Les habituels du XV de France Thibaud Flament et Romain Ntamack ne sont pas sélectionnés car blessé, tandis qu'Antoine Dupont prépare sa transition vers le rugby à sept pour jouer les Jeux olympiques 2024 à Paris. Touché aux ligaments croisés du genou droit, Anthony Jelonch est forfait pour toute la durée du Tournoi; il est alors remplacé par son coéquipier Alexandre Roumat. Matthis Lebel est appelé de dernière minute pour la troisième journée de la compétition contre l'Italie, remplaçant Louis Bielle-Biarrey, blessé.
| Joueur              | Poste                | Pays             | Compétitions            | Compétitions       | Compétitions       | Compétitions | Sélections (points) |
| Joueur              | Poste                | Pays             | Rugby Championship 2023 | Coupe du monde     | Tournoi 2024       | Test match   | Sélections (points) |
| ------------------- | -------------------- | ---------------- | ----------------------- | ------------------ | ------------------ | ------------ | ------------------- |
| Jack Willis         | Troisième ligne aile | Angleterre       | -                       | Oui                | Non                | Oui          | 4 (5)               |
| Santiago Chocobares | Centre               | Argentine        | Oui                     | Oui                | -                  | Oui          | 8 (5)               |
| Juan Cruz Mallía    | Arrière              | Argentine        | Oui                     | Oui                | -                  | Oui          | 9 (5)               |
| Richie Arnold       | Deuxième ligne       | Australie        | Oui                     | Oui                | -                  | Oui          | 9 (5)               |
| Blair Kinghorn      | Arrière              | Écosse           | -                       | Pas encore au club | Oui                | Non          | 3 (0)               |
| David Ainu'u        | Pilier               | États-Unis       | -                       | -                  | -                  | Oui          | 1 (0)               |
| Cyril Baille        | Pilier               | France           | -                       | Oui                | Oui                | Oui          | 9 (10)              |
| Dorian Aldegheri    | Pilier               | France           | -                       | Oui                | Oui                | Oui          | 10 (0)              |
| Peato Mauvaka       | Talonneur            | France           | -                       | Oui                | Oui                | Oui          | 13 (20)             |
| Julien Marchand     | Talonneur            | France           | -                       | Oui                | Oui                | Oui          | 8 (0)               |
| Thibaud Flament     | Deuxième ligne       | France           | -                       | Oui                | Oui                | Oui          | 10 (5)              |
| Emmanuel Meafou     | Deuxième ligne       | France           | -                       | Non                | Oui                | Non          | 2 (0)               |
| François Cros       | Troisième ligne aile | France           | -                       | Oui                | Oui                | Oui          | 12 (0)              |
| Anthony Jelonch     | Troisième ligne aile | France           | -                       | Oui                | Non                | Non          | 4 (0)               |
| Alexandre Roumat    | Troisième ligne aile | France           | -                       | Non                | Oui                | Non          | 4 (0)               |
| Antoine Dupont      | Demi de mêlée        | France           | -                       | Oui                | Non                | Oui          | 5 (5)               |
| Romain Ntamack      | Demi d'ouverture     | France           | -                       | Non                | Non                | Oui          | 1 (5)               |
| Matthis Lebel       | Ailier               | France           | -                       | Non                | Oui                | Non          | 1 (0)               |
| Thomas Ramos        | Arrière              | France           | -                       | Oui                | Oui                | Oui          | 11 (168)            |
| Melvyn Jaminet      | Arrière              | France           | -                       | Oui                | Parti au RC Toulon | Oui          | 6 (51)              |
| Ange Capuozzo       | Arrière              | Italie           | -                       | Oui                | Oui                | Oui          | 10 (25)             |
| Nepo Laulala        | Pilier               | Nouvelle-Zélande | Oui                     | Oui                | -                  | Oui          | 8 (0)               |
| Pita Ahki           | Centre               | Tonga            | -                       | Oui                | -                  | Oui          | 8 (5)               |

## Transferts inter-saison 2024

### Départs
Sofiane Guitoune annonce avant le début de la saison qu'il mettra un terme à sa carrière après cette saison,.
Ian Boubila est prêté à Provence Rugby pour la saison 2024-2025. Lucas Tauzin quitte quant à lui définitivement le club et s'engage avec l'ASM Clermont.
Le pilier gauche Maxime Duprat est contraint de mettre un terme à sa carrière à la fin de la saison à cause d'une blessure à la cheville, à seulement 26 ans,.
En fin de saison, Baptiste Germain, en manque de temps de jeu, quitte le club et rejoint l'Aviron bayonnais. Clément Sentubéry, le capitaine de l'équipe espoir s'engage avec Soyaux Angoulême. Marco Trauth, Paul Mallez et Etonia Bainivalu renouvellent leur prêt respectivement à l'AS Béziers et à Provence Rugby pour les deux derniers,. Le Samoan Piula Faasalele s'engage quant à lui au Biarritz olympique.

### Arrivées
Léo Banos revient définitivement au Stade toulousain après avoir effectué une première pige avec les rouge et noir durant la Coupe du monde 2023, et pendant le Tournoi des Six Nations 2024.
Efraín Elías, deuxième ligne argentin jouant pour les Dogos XV est recruté pour la saison 2024-2025.
Le demi de mêlée international japonais Naoto Saito est recruté pour suppléer le départ de Baptiste Germain.

## Récompenses individuelles
- Prix World Rugby
  - Membre du XV masculin de l'année : Cyril Baille, Antoine Dupont et Thomas Ramos[98]
  - Nommé pour le prix du Meilleur joueur du monde World Rugby : Antoine Dupont[99]
- Top 14
  - Membre du XV du mois de novembre : Emmanuel Meafou et Paul Costes[100]
  - Joueur du mois de janvier: Antoine Dupont[101]
  - Membre du XV du mois de janvier : Julien Marchand, Antoine Dupont et Thomas Ramos[102]
  - Membre du XV du mois de mars : Emmanuel Meafou[103]
- Membre de l'équipe type du Tournoi de Vancouver et de Los Angeles en 2024 : Antoine Dupont[104]
- Prix EPCR du joueur européen de l'année : Antoine Dupont[105]
- Révélation de l'année du SVNS 2023-2024 : Antoine Dupont[106]

## Espoirs
Au cours de cette saison, les espoirs du Stade toulousain atteignent également la finale du championnat. Durant cette rencontre face au Castres olympique, les Toulousains marquent quatre essais, inscrits par Thomas Lacombre, Célian Pouzelgues, Malachi Hawkes et Clément Sentubéry, et s'imposent sur le score de 26 à 15,.
| 9 juin 2024 | Stade toulousain | 26 - 15 (19 - 3) | Castres olympique                                                                                           | Stade Noël Pelissou à Graulhet Arbitre : Mathieu Noirot |
| 9 juin 2024 | Essai(s) : 4 Lacombre (12e), Pouzelgues (17e), Hawkes (31e), Sentubéry (74e) Transformation(s) : 3 Remue (12e, 31e, 74e) |                  | Essai(s) : 2 Konnov (43e), Teulet (79e) Transformation(s) : 1 Palchine (43e) Pénalité(s) : 1 Chabouni (14e) | Stade Noël Pelissou à Graulhet Arbitre : Mathieu Noirot |
| 9 juin 2024 | |                  | | Stade Noël Pelissou à Graulhet Arbitre : Mathieu Noirot |

| Stade toulousain Titulaires 15 Lucien Richardis 14 Naïm Ben Alla 13 Célian Pouzelgues 12 Lucas Vignères 11 Mathieu Galtier 10 Matias Remue 90 Simon Daroque 80 Clément Sentubéry (cap.) 70 Sialevailea Tolofua 60 Bilal Salhi 50 Léo Labarthe 40 Hugo Descube 30 Malachi Hawkes 20 Thomas Lacombre 10 Benjamin Bertrand Remplaçants 16 Mathis Caublot 17 Mohamed Megherbi 18 Thomas Agati 19 Raphaël Portat 20 Nathan Llaveria 21 Joris Soriano Le Parc 22 Florian Remue 23 Paul Dauguet |  | Castres olympique Titulaires Mathys Falguera 15 Yanis Lartigue 14 Clément Barthes 13 Dylan Ferrié 12 Sacha Palchine 11 Théo Chabouni 10 Martin Verdu 09 Dimitrii Dronov 08 Julian Guiraud 07 Léo Sagnes 06 Alexey Konnov 05 Adrien Tafanel 04 Esteban Talalua 03 (cap.) Stefan Buruiana 02 Louis Chanet 01 Remplaçants Lukas Mitu 16 Mathys Gayraud 17 Raphaël Nicolas 18 Maxime Rakotomalala 19 Ugo Teulet 20 Melvin Corpel 21 Feibyan Tukino 22 Baptiste Brau 23 |